# 李春廷
李春廷（1931年10月—2016年8月2日），男，河北昌黎人，中华人民共和国军事人物，曾任山东省军区政治委员，中共山东省委常委。